# ZIIP

zIIP (англ. z Systems Integrated Information Processor) — специализированный процессор в мейнфреймах IBM zSeries (z9, z10, z13 и zEnterprise)), предназначенный главным образом для разгрузки центральных процессоров от обработки приложений DB2. Информация о процессоре была впервые официально обнародована 24 января 2006 года.
Идея создания подобного процессора возникла после апробирования предыдущих специализированных процессоров: zAAP (англ. zSeries Applications Assist Processor, выделенные процессоры для исполнения Java-приложений) и IFL (англ. Integrated Facility for Linux, процессоры, оптимизированные для выполнения кода Linux).
zIIP поддерживается операционной системой z/OS 1.8 и выше; узнать о наличии процессора в системе можно командой D M=CPU — наличие в выводе +I говорит о его наличии.